# Filippo Jannelli
Pour les articles homonymes, voir Jannelli.
Filippo Jannelli (1621, Castroreale - 22 février 1696, Santa Lucia del Mela) est un peintre italien.

## Biographie
Filippo Jannelli (aussi écrit Iannelli) naît à Castroreale en 1621 de Cataldo Jannelli et Filippella Jannelli. En 1658, il épouse Antonia Greco à Santa Lucia del Mela de qui il aura une fille : Vittorina Maria Jannelli, baptisé en 1668. Certaines sources font de lui le père ou le grand-frère du peintre Giovanni Andrea Jannelli.
Filippo Jannelli meurt le 22 février 1696 à Santa Lucia del Mela, l'âge de 75 ans. Il fut enterré dans la Cathédrale de Santa Lucia.

## Œuvres
- 1655, Vergine degli Agonizzanti, Basilique Saint Sébastien de Barcellona Pozzo di Gotto, Province de Messine, Sicile.
- 1655, Trionfo della Croce fra Gesù e Maria, Basilique Saint Sébastien de Barcellona Pozzo di Gotto, Province de Messine, Sicile.
- 1655, Madonna fra Santi, Duomo di Santa Maria Assunta de Castroreale, Province de Messine, Sicile.
- 1659, Madonna Odigitria con Monaci Basiliani, église de Sant'Antonio da Padova de Barcellona Pozzo di Gotto, Province de Messine, Sicile.
- 1660, Anime del Purgatorio, Duomo di Santa Maria Assunta de Castroreale, Province de Messine, Sicile.
- 1661, Sant'Ignazio, église de l'Annunziata de Novara di Sicilia, Province de Messine, Sicile.
- 1676, Immacolata e Santi, Cathédrale de Santa Lucia del Mela, Province de Messine, Sicile.
- 1680, Madonna degli Agonizzanti, Duomo di Santa Maria Assunta de Castroreale, Province de Messine, Sicile.
- 1685, Vergine con Trinità e Anime del Purgatorio, église de Santa Maria dell'Arco  de Santa Lucia del Mela, Province de Messine, Sicile.
- 1691, Martirio di San Bartolomeo, Cathédrale de Santa Lucia del Mela, Province de Messine, Sicile.

### Œuvres attribuée
- ?, San Biagio, église de Jésus et Marie de Barcellona Pozzo di Gotto, Province de Messine, Sicile.
- 1677, Sant'Ausenzio, église de Jésus et Marie de Barcellona Pozzo di Gotto, Province de Messine, Sicile.
- ?, Madonna dell'Itria con i Santi Cosma e Damiano, église de Jésus et Marie de Barcellona Pozzo di Gotto, Province de Messine, Sicile.
- ?, Trionfo della Croce aussi appelé Gesù e Maria, église de Jésus et Marie de Barcellona Pozzo di Gotto, Province de Messine, Sicile.

## Sources de la traduction
- (it) Cet article est partiellement ou en totalité issu de l’article de Wikipédia en italien intitulé « Filippo Jannelli » (voir la liste des auteurs).
- Dal Liber defunctorum, Archives de la Cathédrale de Santa Lucia del Mela.